# I Love Melvin
I Love Melvin  è un film statunitense del 1953 diretto da Don Weis.

## Trama
Judy Schneider, attrice a tempo perso, sogna di diventare una star di Hollywood. Un giorno si scontra a Central Park con Melvin, assistente di un fotografo di una rivista. Melvin si innamora di Judy, il cui padre disapprova però l'idillio poiché vuole che la figlia sposi Harry Flack, erede di una fabbrica di scatole di carta. Allo scopo di impressionare Judy e la sua famiglia, Melvin racconta di avere un ruolo ben più importante all'interno della redazione della rivista e promette alla ragazza di farla apparire sulla copertina. Organizza così alcune sedute di scatti fotografici per passare del tempo con lei. La sua farsa viene scoperta quando Judy non appare sulla copertina e lei scopre che lui è solo un umile assistente.

## Produzione
Il film fu prodotto da Metro-Goldwyn-Mayer e diretto da Don Weis.

## Distribuzione
Il film fu distribuito negli Stati Uniti nel 1953 dalla Metro-Goldwyn-Mayer al cinema.
Alcune delle uscite internazionali sono state:
- in Turchia il 1953 (Ask çagi)
- negli Stati Uniti il 20 marzo 1953 (I Love Melvin)
- in Svezia il 6 luglio 1953 (Dansa med mej)
- in Danimarca il 19 ottobre 1953 (Jeg er forelsket)
- in Portogallo il 29 ottobre 1953 (Gosto do Rapaz)
- in Finlandia il 30 ottobre 1953 (Nuoruuden sävel)
- in Francia il 23 luglio 1954 (Cupidon photographe)
- in Germania il 5 aprile 1993 (Fotograf aus Liebe, in prima TV)
- in Grecia (I Judy ehei kefia)
- in Brasile (É Desse Que Eu Gosto)

## Promozione
Le tagline sono:
- "M-G-M's BIG MUSICAL with those "Singin' in the Rain" stars!".
- "Songs! Dances! Joy! as a boy promises to get his girl's picture on a LOOK magazine cover!".
- "MGM's TECHNICOLOR Musical Joy!".